# Cieśnina Madura
Cieśnina Madura (indonez. Selat Madura) – cieśnina w Indonezji; łączy cieśninę Surabaja z morzem Bali; oddziela Madurę od Jawy; składa się z dwóch części: zachodnia o długości ok. 10 km i szerokości 3–4 km oraz wschodnia o długości ok. 150 km i szerokości do 65 km.
Główne miasta nad cieśniną Madura: Surabaja, Probolinggo. 
Brzegi cieśniny spina najdłuższy w Indonezji most Suramadu, łączący Surabaję na Jawie z dystryktem Bangkalan na Madurze.